# Битка за Ивањицу јануара 1944.
Битка за Ивањицу је вођена јануара 1944. године између партизана са једне, и удружених осовинских снага (четника, Немаца, Бугара, љотићеваца, недићеваца) са друге стране.
Партизани су накратко успели да ослободе Ивањицу, али су интервенцијом многоструко јачих осовинских снага одбијени. Ивањица је након тога поново окупирана, и остала је под контролом Немаца до јесени те године, када је коначно ослобођена.

## Позадина
Након капитулације Италије септембра 1943. снаге НОВЈ су заплениле огромну количину наоружања и нагло ојачале. Од тада покушавају да се пробију у Србију. Средином новембра 1943. године, делови Пете крајишке дивизије НОВЈ су напали делове бугарске 24. дивизије и немачке снаге код Ужица. Осовинским снагама у расулу четници су прискочили у помоћ:
Ноћу, 17/18 овог месеца око 21,30 часова, комунисти су јачим снагама напали Бугаре и Немце у Кремнима и после осмочасовне борбе потпуно разбили око 1800 Бугара и 200 Немаца... Бугари се у највећем нереду и без оружја повлаче за Ужице. Беже главом без обзира. Тенкове су одвукли за Ужице, док је изгледа бугарска артилерија пала у руке партизанима. У моменту писања овог извештаја један извесни део Бугара, који се организовано повлачи, води борбу са комунистима у Биосци. Наши делови ступили су у борбу код Биоске из правца с. Кнежевићи. Мишљења сам да ће у току данашњег дана пасти и Биоска и да ће комунисти навалити за Ужице. Ја где год могу нападаћу. Стање је врло озбиљно! Капетан Митић, пресвучен у цивилно одело, виђен је у Ужицу са Немцима. После је у једном немачком аутомобилу отишао како кажу за Београд камо га Ви шаљете ради хватања неке везе и споразума. Ова се вест шири нагло.
— Извештај команданта Златиборског корпуса од 18. новембра 1943. Дражи Михаиловићу о борбама четника и немачких и бугарских јединица против НОВЈ

## Ток битке
10. јануара 1944. године Давид Симовић, командант четничке Драгачевске бригаде, јавља генералу Дражи Михаиловићу да су партизани заузели Ивањицу:
Комунисти јуче у 18 часова заузели Ивањицу. Има их око 2000. Ја сам на јужној граници среза према Ивањици. Молим да Рајковићу наредите да дође у помоћ.
11. јануара 1944. године Никола Калабић јавља Дражи да су четници, Немци и Бугари са тенковима ушли у Ивањицу:
Немци и Бугари уз помоћ четника ушли у Ивањицу, а тенкови продужили даље. Комунисти отступају у правцу Јавор — Кушићи. Од наших у борби Калаит и Марковић.
13. јануара 1944. Јеврем Симић јавља Дражи о борбама против партизана заједно са Недићевом стражом и Немцима:
У Великој Иванчи група црвених око 300 опкољена од Расових трупа и страже. Борба се чује и око Аранђеловца. Резултат још не знам. Телефоном јављено: Око Ариља и Ивањице огорчене борбе, учествују и швапски тенкови. Ови и нашима дали муницију за борбу.
Дана 13. јануара Дража наређује својим командантима (Милош Марковић, командант Пожешког корпуса, Давид Симовић, командант Драгачевске бригаде, Радослав Цветић, командант Јаворског корпуса, Војислав Лукачевић, командант Старог Раса) да униште партизане у околини Ивањице:
Предузети хитну концентричну акцију за уништење комунистичких снага у области Ивањице и Јавора.
Дана 13. јануара 1944. Предраг Раковић рапортира Дражи да Немци очекују од четника и Бугара да ликвидирају партизане:
Примио сам сва Ваша наређења за прикупљање снага за дејство према Ивањици противу комуниста... Партизани тамо имају укупно око 3000 људи. Одлично наоружани са доста муниције. Од окупатора: Немаца врло мало са 5 тенкова, а Бугара 1000. Немци не намеравају да доведу у ову област јаче снаге за борбу, јер су ради да ове партизане ликвидирају са Бугарима, српском државном стражом и да им помогну четници Д. М.
14. јануара 1944. године Никола Калабић јавља Дражи се Бугари и четници боре против партизана, а Ивањица је уништена од артиљерије:
2700 Бугара отишло на положај према партизанима. Сада се на положају налазе снаге четничке и пољске страже... Ивањица је страдала од артиљерије и грађанство је прилично страдало. Комунисти отерали и побили 5 Немаца из фелџандармерије. Поред тога отерали једног поморског капетана, апотекара и нешто пољске страже.
16. јануара 1944. Никола Калабић извештава Дражу Михаиловића да удружене осовинске снаге воде борбу против партизана:
На Јавору код Кушића и Катића још се води борба између комуниста с једне и четника, пољске страже, Немаца и Бугара с друге стране.

## Последице
Током ове битке, шеф британске мисије генерал Чарлс Даглас Армстронг је схватио шта се заиста дешава, о чему је обавестио Дражу Михаиловића:
Следио сам Цветића до Негбине, али Цветић је био више за напад. Нисам видео да су комунисти напали четнике. Нисам видео ништа страшно. Нема запаљених села. Јасно је да су партизани напали осовину у Ивањици и после су партизани били гоњени. Тачно је да четници, Немци и Бугари нападају партизане близу Златибора. Нижи Цветићеви официри заборављају Немце и место Немаца они мисле да су партизани непријатељи. Молим да господин Министар нареди да се одмах потпуковник Кесеровић и Мајор Цветић врате за напад на пруге према директивама.
— генерал Чарлс Даглас Армстронг